# Amfora (pera)
Amfora® es el nombre de una variedad cultivar de pera europea Pyrus communis. Esta pera oriunda de República Checa se crio en la « Estación Experimental Agraria de Techobuzice » por J. Bouma, conseguida en 1987, y registrada en 1995 como variedad club para su cultivo comercial. Proviene del cruce de 'Conference' Parental-Madre, polinizada con el polen de 'Holenická' como Parental-Padre. Las frutas tienen una pulpa de color blanco amarillento, crujiente, agradable y agridulce.

## Sinonimia
- "Hrušeň Amfora (TE105)",
- "Pera Amfora (TE105)",[4][5]
- "Grusza Amfora (TE105)"
- "Amphora",
- "Ánfora".

## Historia
La República Checa, con una producción comercial de 2.000 toneladas de peras (2009), es el productor de peras más pequeño de Europa. Es de destacar la gran cantidad de variedades de peras que se han obtenido en este país en los últimos años. La mayoría de ellas cumplen con los requisitos de variedades recomendadas para producción comercial.
La pera Amfora® es oriunda de la República Checa, se crio en la « Estación Experimental Agraria de Techobuzice » por J. Bouma, conseguida en 1987, y registrada en 1995 como variedad club para su cultivo comercial con los derechos de producción y explotación protegidos.
Proviene del cruce de 'Conference' Parental-Madre, polinizada con el polen de 'Holenická' como Parental-Padre.
'Amfora' es una variedad de ámbito comercial clasificada como de mesa, está cultivada en Polonia y la República Checa como una variedad club.

## Características
El peral de la variedad 'Amfora' crece con poca fuerza, formando una copa estrecha con numerosos brotes. Tiene un tiempo de floración con flores blancas que comienza a partir del mes de abril; empieza a dar fruto temprano y da fruto abundante y anual; variedad atractiva y fértil, variedad de invierno recomendada en todas las áreas de cultivo de la pera. No crece bien en injerto con el membrillo y por tanto requiere un uso de un intermediario.
La variedad de pera 'Amfora'  tiene una talla de fruto de gran calibre (promedio 190-260 g); forma cónica alargada, turbinada alargada, en forma de botella, con cuello poco acentuado asimétrico, contorno más bien regular, nervaduras ausentes; piel lisa, brillante, epidermis con color de fondo amarillo verdoso cuando madura a amarillo claro, con un sobre color ausente, aunque puede presentar un muy ligero rubor rosado de la epidermis sobre todo en el lado expuesto al sol, exhibe un punteado abundante de lenticelas visibles, "russeting" (pardeamiento áspero superficial que presentan algunas variedades) muy débil a débil (1-15%); pedúnculo largo y robusto, de color marrón oscuro, de inserción oblicua en una cavidad peduncular inexistente, con un abultamiento lateral donde se une al pedúnculo; anchura de la cavidad calicina pequeña y poco profunda, a veces moderadamente profunda, y con un borde elevado; ojo entreabierto o abierto. Sépalos largos, cerrados o semicerrados, ligeramente carnosos en su base.

Carne de color blanca-amarilla, de grano fino, mantecosa y jugosa, evaluada como muy sabrosa. Una pera muy buena para postre.
La pera 'Amfora' tiene una época de recolección a principios de octubre, madura hasta mediados de noviembre, dura hasta diciembre, en la cámara frigorífica hasta febrero.

## Cultivo
Es resistente a las heladas y a las enfermedades (sarna y fuego bacteriano poco sensible). A menudo forma varios frutos en una inflorescencia, lo que significa que es necesario adelgazar los cogollos, lo que permite obtener frutos más grandes. Algunos de los frutos son partenocárpicos, y en los años en que las heladas severas de invierno o primavera dañan las flores, la proporción de frutos partenocárpicos puede superar el 80%, lo que es muy raro entre las plantas frutales.
Los árboles injertados en membrillo son aptos para plantaciones densas, pero 'Amfora' no siempre crece bien con este patrón, por lo que requiere el uso de uno intermedio. La fruta madura justo después de la variedad 'Conference'.

## Polinización
Esta variedad es semi fértil (es buen polinizador de otros árboles pero para sí mismo necesita de otros árboles sean polinizadores), su producción se verá favorecida por la presencia de variedades polinizadoras como: 'Clapp's Favorite', 'Williams' Bon Chretien', 'Fondante de Charneux', 'Decora' entre otros muchos.

## Pros y contras
- Ventajas : fruta atractiva, resistencia a enfermedades y heladas; fruta fértil y de buena calidad, apta para almacenamiento prolongado.
- Desventajas : requiere poda regular, la fruta debe almacenarse en KA o ULO.[2][7]